# نالتروکسان
نالتروکسان (به انگلیسی: Naltrexone)
رده درمانی: آنتاگونیست اوپیوئیدی.
نالترکسون، که با نام تجاری ReVia و Vivitrol فروخته می‌شود، دارویی است که در درجه اول برای مدیریت وابستگی به الکل یا اپپوئید استفاده می‌شود. فرد وابسته به مواد مخدر نباید قبل از سم زدایی، نالترکسون دریافت کند. از طریق دهان یا از طریق تزریق به عضله مصرف می‌شود. اثرات در عرض ۳۰ دقیقه شروع می‌شود. کاهش میل به مواد افیونی ممکن است چند هفته طول بکشد.
اشکال دارویی: کپسول

## موارد مصرف
نالتروکسان به عنوان داروی کمکی برای درمان معتادانی به کار می‌رود که به تریاک اعتیاد دارند. همچنین در درمان اعتیاد به الکل مصرف می‌شود.
نالترکسون به عنوان درمانی برای اعتیاد به الکل به بهترین وجه مورد بررسی قرار گرفته است. نشان داده شده‌است که نالترکسون میزان و دفعات نوشیدن را کاهش می‌دهد. به نظر نمی‌رسد که درصد نوشیدن مشروبات الکلی را تغییر دهد. سود کلی آن «متوسط» توصیف شده‌است.
ممکن است آکامپروسات برای از درمان وابستگی به مشروبات الکلی بهتر از نالترکسون عمل کند، در حالی که نالترکسون ممکن است میل به الکل را تا حد بیشتری کاهش دهد.
نالترکسون تزریقی طولانی مدت مصرف هروئین را بیش از دارونما کاهش می‌دهد. این دارو ممکن است بعد از چند هفته اشتیاق به مواد مخدر را کاهش دهد و حداقل در دوره زمانی که نالترکسون فعال است خطر مصرف بیش از حد را کاهش می‌دهد. این دارو هر ماه یکبار تجویز می‌شود و نسبت به فرمولاسیون خوراکی مطابقت بهتری دارد.
در یک بررسی در سال ۲۰۱۱، شواهد کافی برای تعیین اثر نالترکسون گرفته شده از طریق دهان در وابستگی به مواد مخدر مشاهده نشد. اگرچه برخی از این فرمول‌ها به خوبی عمل می‌کنند، اما باید روزانه مصرف شود و شخصی که هوسش زیاد شود، می‌تواند مسمومیت با مواد افیونی را به راحتی با حذف یک دوز بدست آورد. با توجه به این مسئله، سودمندی نالترکسون خوراکی در اختلالات استفاده از مواد مخدر محدود می‌شود. مصرف نالترکسون از راه دهان یک روش درمانی ایده‌آل برای تعداد کمی از افراد با سوئ مصرف مواد مخدر است که معمولاً افرادی دارای موقعیت و انگیزه اجتماعی پایداری هستند و مدت زمان کوتاهتری با مسئله سوئ مصرف مواد درگیر بوده‌اند. با پشتیبانی و حمایت دقیق تر، نالترکسون ممکن است در جمعیت بیشتری مؤثر باشد.
نالتروکسان در واقع عملکردی آنتاگونیستی دارد.آنتاگونیست‌های گیرنده‌های اپیوئیدی معمولاً در مطالعات پیش بالینی برای تعیین چرایی یک پاسخ خاص که توسط سیستم اپیوئیدی اندوژن میانجی گری می‌شود مورد استفاده قرار می‌گیرند. این داروها همچنین برای از بین بردن اثرات مصرف بیش از حد مواد مخدر مورد استفاده قرار می‌گیرند. نالوکسان شایع‌ترین آنتاگونیست مورد استفاده است، که در یک شیوهٔ رقابتی به گیرنده‌های اپیوئیدی μ متصل می‌شود. (Kobylecki et al. , 1982)

## مکانیسم اثر
نالتروکسان با اتصال به گیرنده‌های اوپیوئیدی و مهار رقابتی اثرات داروهای اوپیوئیدی و اوپیوئیدهای آندوژن، به میزان قابل ملاحظه‌ای وابستگی فیزیکی و اثر سرخوشی ناشی از اوپیوئیدها را از بین می‌برد و بنابراین تمایل بیمار برای مصرف اوپیوئیدها را کاهش می‌دهد. این دارو در افراد معتاد به اوپیوئیدها و الکل باعث بروز سندرم قطع می‌شود. مکانیسم اثر این دارو در کاهش تمایل به مصرف الکل هنوز مشخص نیست. این دارو نباید به صورت خودسرانه مصرف شود و هنگام مصرف و حداقل ۱۴ روز پس از قطع مصرف اوپیوئیدها مصرف شود.

## موارد منع مصرف
نالترکسون نباید توسط افرادی که هپاتیت حاد یا نارسایی کبدی دارند، یا کسانی که اخیراً از مواد مخدر استفاده می‌کنند (به‌طور معمول با فاصله ۷–۱۰ روز) استفاده شود.

## عوارض جانبی
درد در ناحیه شکم، اضطراب، عصبانیت، بی‌قراری، اختلال در خواب. سردرد، درد مفاصل و عضلات، تهوع و استفراغ، خستگی غیرمعمول از عوارض جانبی شایع این دارو هستند. شایع‌ترین عوارض جانبی گزارش شده با نالترکسون، شکایات دستگاه گوارش مانند اسهال و گرفتگی شکم است. این عوارض جانبی مشابه علائم ترک مخدر است، زیرا اشغال گیرنده‌های مو تحرک دستگاه گوارش را افزایش می‌دهد. گزارش شده‌است که نالترکسون باعث آسیب کبدی می‌شود (اگر در دوزهای بالاتر از حد مجاز تجویز شود). این یک هشدار جعبه دارویی FDA برای این عارضه جانبی نادر دارد. با توجه به این گزارش‌ها، برخی از پزشکان ممکن است آزمایش‌های عملکرد کبد را قبل از شروع نالترکسون و به‌طور دوره ای پس از آن بررسی کنند.
نالترکسون نباید تا چند (به‌طور معمول ۷–۱۰) روز خودداری از مواد مخدر شروع شود. این امر به دلیل خطر ترک حاد مواد مخدر در صورت مصرف نالترکسون است، زیرا نالترکسون اکثر مواد افیونی را از گیرنده‌های آنها جابجا می‌کند. زمان پرهیز ممکن است کمتر از ۷ روز باشد، این بستگی به نیمه عمر مخدر خاص مصرف شده دارد. بعضی از پزشکان از یک چالش نالوکسون برای تعیین اینکه آیا در بدن فرد مواد مخدر باقی مانده استفاده می‌کنند. این چالش شامل دادن دوز آزمایشی نالوکسان و نظارت بر ترک مواد افیونی است. در صورت بروز ترک، نباید نالترکسون شروع شود.